# Almost Doesn't Count
"Almost Doesn't Count" är en R&B-ballad framförd av den amerikanska sångerskan Brandy, komponerad av Shelly Peiken och Guy Rocheett till Brandys andra studioalbum Never Say Never (1998).
I "Almost Doesn't Count" sjunger framföraren om en relation där den ena partnern har svårt att stadga sig. Brandy sjunger att hon inte kan fortsätta älska någon som alltid har foten utanför dörren. Balladen släpptes som den fjärde singeln från sångerskans skiva och hade premiär den 13 april 1999 när Brandy framförde låten på VH-1: Divas Live/99. Konserten sågs av över 9,5 miljoner amerikaner och blev det mest sedda programmet i VH-1:s historia. Följande vecka blev "Almost Doesn't Count" den mest adderade låten på amerikansk radio. Den 19 juni tog sig singeln in på både Billboard Hot 100 och Hot R&B/Hip-Hop Songs. Låten uppehöll sig på topplistorna i tjugo veckor och klättrade till en 16:e plats på båda listorna. Den 3 juli tog sig låten också in på Billboard Pop Songs och nådde en 15:e plats. Låten framfördes i den amerikanska musikal-filmen Double Platinum där Brandy hade en av huvudrollerna. "Almost Doesn't Count" rankades på en 15:e plats på Jet Magazines "Top 20 Singles" och inkluderades också på samlingsalbumet Totally Hits.
Musikvideon för "Almost Doesn't Count" regisserades av Kevin Bray. I videon spelar Brandy en bröllopsgäst och sångare. Framförarens veteranfordon går sönder på en raksträcka i Mojaveöknen eftermiddagen innan vigselceremonin som äger rum på kvällen.

## Format och innehållsförteckningar
| - Amerikansk / Brittisk CD-singel I 1. "Almost Doesn't Count" (Radio Remix) - 3:37 2. "Almost Doesn't Count" (Album Version) - 3:35 3. "Almost Doesn't Count" (DJ Premier remix) - 3:47 - Brittisk singel CD-singel II 1. "Almost Doesn't Count" (Pull Club radio edit) - 4:15 2. "Almost Doesn't Count" (club remix) - 4:37 3. "Have You Ever?" (Soul Shank remix) - 5:40 | - Japansk singel (AMCY-7051) 1. "Almost Doesn't Count" (Album Version) 2. "Have You Ever?" (Soul Shank remix) - 5:40 3. "The Boy Is Mine" (duett: Brandy & Monica, club remix) 4. "Almost Doesn't Count" (DJ Premier remix) - 3:47 5. "Almost Doesn't Count" (club remix) - 4:37 |

## Topplistor
| Lista (1999)                              | Topposition |
| ----------------------------------------- | ----------- |
| Tyskland (Media Control AG)               | 88          |
| Nya Zeeland (RIANZ)                       | 13          |
| Storbritannien (UK Singles Chart)         | 15          |
| Storbritannien (UK R&B Singles Chart)     | 2           |
| USA Billboard Hot 100                     | 16          |
| USA Hot R&B/Hip-Hop Songs (Billboard)     | 16          |
| USA Top 40 Mainstream Singles (Billboard) | 15          |
| USA Rhythmic Singles (Billboard)          | 8           |

| Lista (1999)                          | Topposition |
| ------------------------------------- | ----------- |
| USA Hot R&B/Hip-Hop Songs (Billboard) | 73          |